# آنیکا کیشایت
آنیکا کیشایت (انگلیسی: Anika Kyžaitė؛ زادهٔ ۱۲ ژوئیهٔ ۱۹۹۹) بازیکن فوتبال اهل لیتوانی است.
وی همچنین در تیم ملی فوتبال Lithuania بازی کرده‌است.